# Remember... You Must Die
Remember... You Must Die es el séptimo álbum de la banda de deathcore Suicide Silence, fue lanzado el 10 de marzo de 2023 a través de Century Media Records y fue producido por Taylor Young.

## Antecedentes y promoción
El 31 de agosto, Suicide Silence lanzó el primer sencillo y la canción principal «You Must Die» junto con un vídeo musical. El 31 de octubre, la banda estrenó el segundo sencillo «Capable of Violence (N.F.W.)» junto con un vídeo musical que lo acompaña. El 9 de diciembre, la banda publicó el tercer sencillo titulado «Alter of Self» y reveló que el nuevo álbum se lanzaría el 10 de marzo de 2023. El 8 de febrero de 2023, un mes antes del lanzamiento del álbum, la banda presentó el cuarto sencillo «Dying Life» y su correspondiente vídeo musical.
A principios de 2022, Suicide Silence anunció su regreso a Century Media Records, donde lanzaron sus primeros tres álbumes. El 29 de abril de 2022, López dejó la banda. Ernie Iniguez, que había tocado la batería en Become the Hunter (2020), fue anunciado como su reemplazo en vivo para las próximas giras. En junio de 2022, la banda anunció el título del álbum junto con un breve clip de audio. El lanzamiento del álbum está previsto para principios de 2023.

## Lista de canciones
| N.º | Título                         | Duración |  |
| 1.  | «Remember...»                  | 0:51     |  |
| 2.  | «You Must Die»                 | 2:42     |  |
| 3.  | «Capable of Violence (N.F.W.)» | 3:44     |  |
| 4.  | «Fucked for Life»              | 3:53     |  |
| 5.  | «Kill Forever»                 | 3:13     |  |
| 6.  | «God Be Damned»                | 3:59     |  |
| 7.  | «Alter of Self»                | 3:09     |  |
| 8.  | «Endless Dark»                 | 2:20     |  |
| 9.  | «The Third Death»              | 3:30     |  |
| 10. | «Be Deceived»                  | 3:00     |  |
| 11. | «Dying Life»                   | 3:20     |  |
| 12. | «Full Void»                    | 5:44     |  |

## Personal
Suicide Silence
- Hernán Hermida – voz
- Mark Heylmun – guitarra líder
- Chris Garza – guitarra rítmica
- Dan Kenny – bajo
- Ernie Iniguez – batería